# プダーバッハ
プダーバッハ (独: Puderbach)はドイツ連邦共和国 ラインラント＝プファルツ州ノイヴィート郡にある町村。ヴェスターヴァルト山地にあり、コブレンツの北約25kmに位置する。
プダーバッハ連合自治体 (独: Verbandsgemeinde Puderbach) の行政庁所在地でもある。